# Stanisław Czajka (polityk)
Stanisław Czajka (ur. 10 stycznia 1938 w Amelinie, zm. 29 czerwca 1990 w Warszawie) – polski działacz partyjny i państwowy, politolog i socjolog, profesor nauk humanistycznych, podsekretarz stanu w Ministerstwie Nauki, Szkolnictwa Wyższego i Techniki (1979–1981), dyrektor Instytutu Pracy i Spraw Socjalnych (1979–1984).

## Życiorys

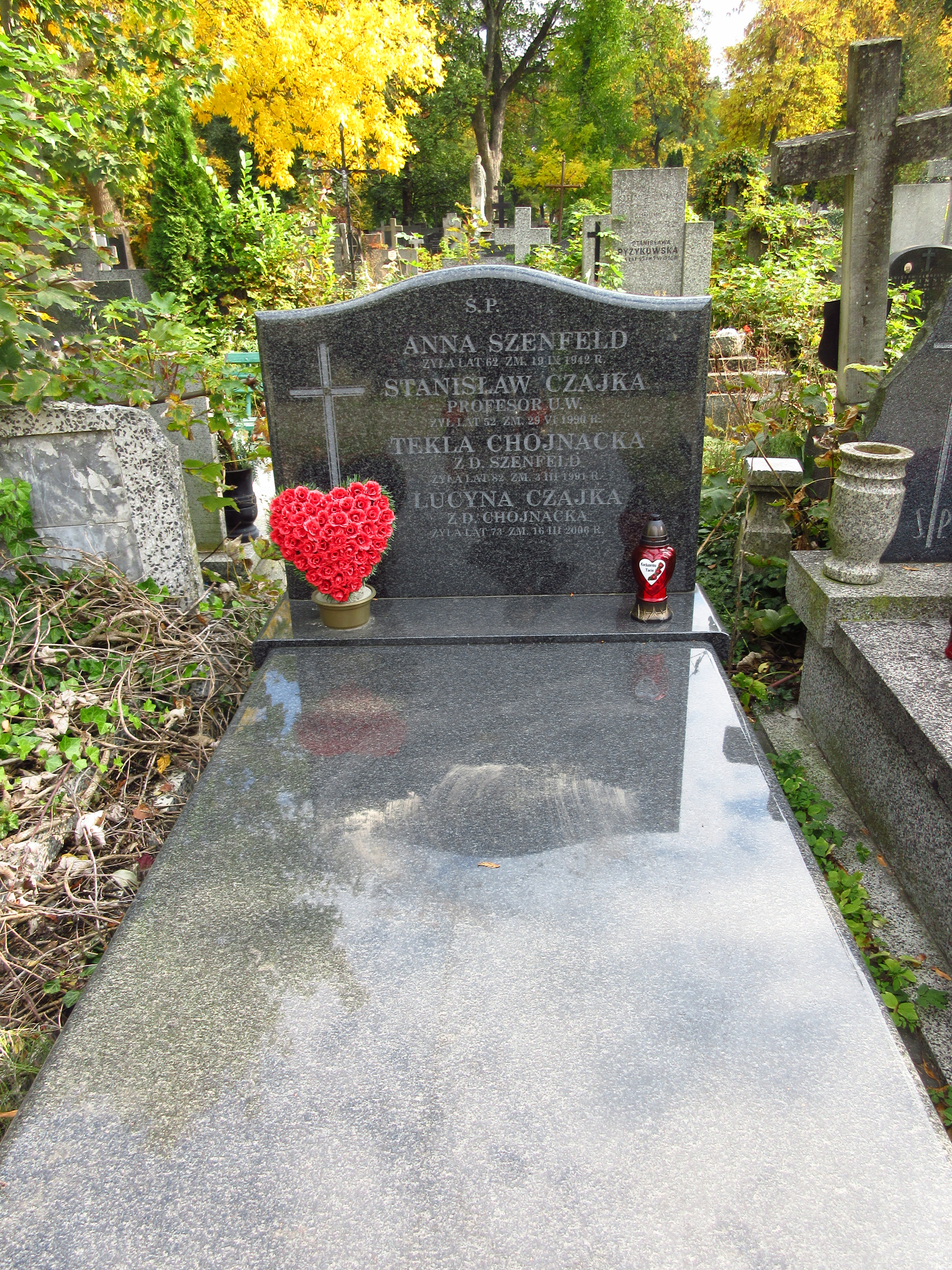
Grób profesora Stanisława Czajki na Cmentarzu Bródnowskim.

Syn Tadeusza i Bronisławy. Absolwent Wydziału Dyplomatyczno-Konsularnego Szkoły Głównej Służby Zagranicznej (1960). W 1970 doktoryzował się na podstawie rozprawy pt. „Społeczno-wychowawcze funkcje socjalistycznego przedsiębiorstwa przemysłowego”, później uzyskał habilitację. Na początku lat 80. uzyskał profesurę zwyczajną w zakresie nauk humanistycznych. W latach 1977–1985 redaktor naczelny czasopisma „Humanizacja pracy”. W pracy naukowej specjalizował się w zakresie polityki społecznej, socjologii przemysłu, humanizacji pracy, społecznej roli przedsiębiorstwa i adaptacji społecznej. Był promotorem co najmniej 7 prac doktorskich na Uniwersytecie Warszawskim.
Wstąpił do Polskiej Zjednoczonej Partii Robotniczej. W ramach Wydział Nauki i Oświaty Komitetu Centralnego PZPR zajmował stanowiska starszego instruktora (1971–1973), inspektora (1973–1975) i zastępcy kierownika (1975–1979). Od lutego 1979 do kwietnia 1981 pełnił funkcję podsekretarza stanu w Ministerstwie Nauki, Szkolnictwa Wyższego i Techniki, równocześnie od 1979 do 1984 kierował Instytutem Pracy i Spraw Socjalnych. W latach 1985–1990 wykładowca Wydziału Dziennikarstwa i Nauk Politycznych Uniwersytetu Warszawskiego, gdzie kierował Instytutem Polityki Społecznej.
Został pochowany na Cmentarzu Bródnowskim w Warszawie (kwatera 24C-6-18).